# Доусон, Брендон
Брендон Нил Доусон (англ. Brendon Neil Dawson; род. 2 сентября 1967, Булавайо, Южная Родезия) — зимбабвийский регбист, фланкер; регбийный тренер.

## Биография
Брендон Доусон родился 2 сентября 1967 года в южнородезийском городе Булавайо (сейчас в Зимбабве).
Играл в регби на позиции фланкера. В 1987—1988 годах выступал за валлийский «Суонси», провёл 12 матчей, набрал 8 очков. В 1988—1997 годах играл за зимбабвийский «Олд Милтонианс» из Булавайо.
В 1990—1998 годах выступал за сборную Зимбабве, провёл 20 матчей, набрал 14 очков. Дебютным для Доусона стал поединок 5 мая 1990 года в Хараре против сборной Кот-дʼИвуара. В 1991 году участвовал в чемпионате мира, где зимбабвийцы выбыли на групповом этапе, провёл 3 матча, набрал 3 очка в матче с Ирландией (11:55). В 1998 году был капитаном сборной Зимбабве в матче против Уэльса в Хараре.
По окончании игровой карьеры стал тренером. В 2007—2015 годах работал главным тренером сборной Зимбабве. В 2012 году привёл её к победе в чемпионате Африки. В 2016—2017 годах тренировал сборную Матабелеленда среди юниоров до 19 лет. В 2018 году снова вошёл в тренерский штаб сборной Зимбабве, став ассистентом Питера де Вильерса. С 2019 года тренер «Академии Зимбабве».